# Jacobus Knol
Jacobus Knol (Dokkum, 30 maart 1936) is een Fries schrijver. 
Knol gaf jarenlang Nederlands en Fries op de lagere school en de mulo, later op de mavo en havo, en daarna nog een kleine twintig jaar aan de pabo in Dokkum en Leeuwarden. Reeds voordat hij het lesgeven staakte, was hij begonnen met schrijven en publiceerde hij onder andere in De stim fan Fryslân. Knol was jarenlang redactielid van de Iduna- en Holder-serie en van de serie Minsken en Boeken (Mensen en Boeken) van de Fryske Akademy. Hij verzorgde de postume uitgave van de historische roman In earme swalker yn 'e wrâld (Een arme zwerver in de wereld) van Ypk fan der Fear (pseudoniem van L. Post-Beukens) over het leven van de Friese dichter J.C.P. Salverda en van de publicatie van de dichtbundel Fernijd fiergesicht (vernieuwd vergezicht) (1981) van Ella Wassenaar (ook een pseudoniem van Post-Beukens), en de bundel Ljochte nachten (Lichte Nachten) van de dichter Gerben Brouwer.
Knol is bestuurslid van de Kristlike Fryske Folks Bibleteek (Christelijke Friese Volksbibliotheek, afgekort: KFFB). In 1995 bracht de KFFB Knols eerste roman uit onder het pseudoniem Styntsje Piters.
De laatste jaren is hij bezig met het vertalen en uitgeven in het Fries van werk van de Joodse schrijver Elie Wiesel